# Chronologie de l'Autriche-Hongrie
Par le compromis austro-hongrois de 1867, la « double monarchie » d'Autriche-Hongrie émerge, au centre de l'Europe, à partir de l'empire d'Autriche dont elle est la continuation dynastique, et qui lui-même avait émergé en 1804 à partir de la monarchie de Habsbourg. L'Autriche-Hongrie comprend les pays autrichiens et les pays hongrois, sous l'autorité de l'empereur d'Autriche et roi de Hongrie. Cette « double monarchie » est dissoute à l'issue de la Première Guerre mondiale et son territoire est partagé entre sept États-successeurs dont l'Autriche et la Hongrie modernes.

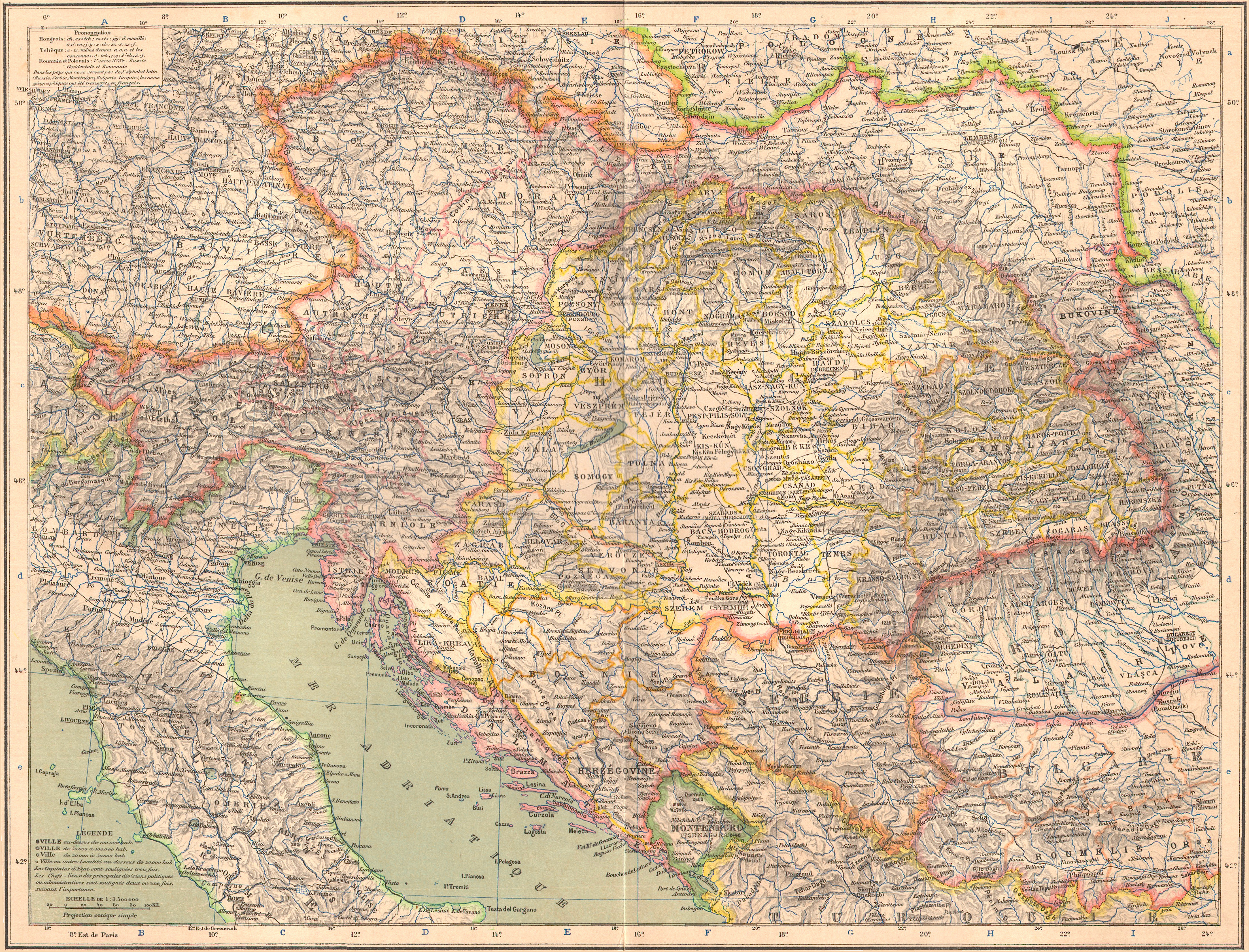
Carte en français de l'Autriche-Hongrie en 1887 : Autriche en rose, Hongrie en jaune, Bosnie-Herzégovine (encore nominalement ottomane) en orange

Ci-dessous, la chronologie des événements qui ont marqué l'histoire de l'Europe centrale et des états des Habsbourg pendant cette période :

## Avant l'Autriche-Hongrie
- 1526 : Epoux d'Anne Jagellon, soeur du roi Louis II de Hongrie, l'archiduc d'Autriche Ferdinand Ier devient également souverain de la Hongrie royale et de la Bohême.
- 24 février 1558 : Ferdinand Ier succède à son frère Charles Quint et prend la tête du Saint-Empire romain germanique.
- 1740–1748 : guerre de Succession d'Autriche, née de la Pragmatique Sanction par laquelle Charles VI lègue à sa fille Marie-Thérèse les États héréditaires de la maison des Habsbourg. Elle se termine par le traité d'Aix-la-Chapelle en 1748.
- 1699 : à l'issue de la cinquième guerre austro-turque commencée en 1683, signature du traité de Karlowitz par lequel l'empire des Habsbourg acquiert au détriment de l'Empire ottoman la plus grande partie de la Hongrie, la partie ottomane de la Croatie-Slavonie et les droits de suzeraineté sur la Transylvanie jusque-là tributaire du sultan ottoman.
- 1718 : à l'issue de la sixième guerre austro-turque, signature du traité de Passarowitz par lequel l'Empire des Habsbourg acquiert le Banat, la Serbie septentrionale y compris Belgrade et la Posavine au détriment de l'Empire ottoman, et l'Olténie valaque au détriment de l'hospodar de la principauté de Valachie, Jean Mavrocordat qui se voit amputé d'un tiers de sa principauté.
- 1739 : par le traité de Belgrade, les Habsbourg doivent restituer à l'Empire ottoman la Serbie septentrionale avec Belgrade et la Posavine, et à la principauté de Valachie, l'Olténie.
- 1740 - 1780 : Règne de Marie-Thérèse, dernière représentante de la Maison de Habsbourg. En 1736, elle épouse le duc François III de Lorraine, élu empereur en 1742. Le couple fonde la Maison de Habsbourg-Lorraine.
- 1772 : lors du premier partage de la Pologne, l'empire des Habsbourg acquiert la Galicie-Lodomérie jusque-là polonaise.
- 1775 : l'empire des Habsbourg acquiert la Bucovine jusque-là moldave. L'Empire a désormais une étendue territoriale qu'il gardera pour l'essentiel jusqu'à sa fin en 1918.
- 1780 : naissance du « joséphisme » (subordination de l'Église à l'État) après que Joseph II, fils de Marie-Thérèse et de François de Lorraine, soit devenu empereur, premier représentant de la Maison de Habsbourg-Lorraine.
- 1795 : lors du troisième partage de la Pologne, l'Empire des Habsbourg acquiert au détriment de la Pologne, qui disparaît, le sud de la Mazovie, avec les villes de Cracovie et Lublin.
- 1792–1797 : « première Coalition » contre la France révolutionnaire qui avait déclaré la guerre à l'empereur François Ier d'Autriche. Le conflit s'achève le 18 octobre 1797 par le traité de Campo-Formio.
- 1799 : « deuxième Coalition » qui prend fin au traité de Lunéville le 9 février 1801.
- 11 août 1804 : début de l'empire d'Autriche et fin de ce que l'on appelle informellement l'Empire des Habsbourg lorsque François II du Saint-Empire est proclamé « François Ier, empereur héréditaire d'Autriche ».
- 26 décembre 1805 : « troisième Coalition » ; le Saint-Empire romain germanique est dissout de fait par le traité de Bratislava.
- 1815 : « septième Coalition » victorieuse contre Napoléon Ier ; le congrès de Vienne fixe les conditions de la paix en Europe qui sont, pour l'essentiel, une restauration de la situation d'avant le révolution française. Les Habsbourg renoncent à leurs territoires de l'actuelle Belgique ainsi qu'à la Mazovie dont ils ne gardent que Cracovie, mais reçoivent en échange la Lombardie-Vénétie, la totalité de l'Istrie, la Dalmatie, Raguse et les bouches de Cattaro, territoires vénitiens jusqu'en 1797.
- 1848–1849 : « Printemps des peuples » : les révolutions à travers l'Europe atteignent l'Empire, qui se voit forcé d'accorder davantage de droits civiques au peuple autrichien, mais qui parvient avec l'aide russe à écraser la révolution hongroise de 1848.

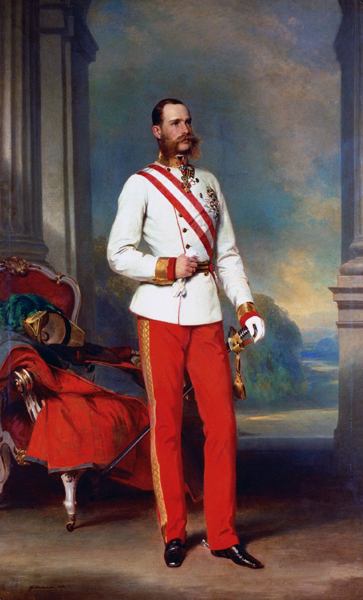
François-Joseph Ier, empereur d'Autriche et, après 1867, roi de Hongrie.

- 1859 : à l'issue de la deuxième guerre d'indépendance italienne, signature du traité de Zurich par lequel les Habsbourg doivent céder la Lombardie au royaume de Sardaigne.
- 1860–1861 : adoption du Diplôme d'octobre en 1860 puis de la Patente de février en 1861. Les constitutions de l'Empire se libéralisent et la noblesse hongroise reçoit davantage de droits en Hongrie, Croatie-Slavonie et Transylvanie.
- 1864 : guerre des Duchés contre le Danemark à l'issue de laquelle l'empire d'Autriche reçoit le duché de Holstein.
- juin – août 1866 : guerre austro-prussienne à l'issue de laquelle, par le traité de Prague : l'Empire autrichien doit céder au royaume de Prusse le duché de Holstein et renoncer à sa suprématie sur l'espace germanique ; le chancelier prussien Bismarck crée, sans l'empire d'Autriche, la confédération de l'Allemagne du Nord (1867), préfigurant l'Empire allemand (1871).
- Février 1867 : début des négociations pour parvenir à un accord sur la formation d'un État détachant la Hongrie (composés de trois entités : le royaume de Hongrie, le royaume de Croatie-Slavonie et la principauté de Transylvanie) de l'empire d'Autriche et accordant aux deux entités une autonomie égale sous le sceptre des Habsbourg-Lorraine.
- 8 juin 1867 : couronnement de François-Joseph Ier et de l'impératrice Elisabeth, comme rois de Hongrie.

## L'Autriche-Hongrie auXIXesiècle(1867-1900)
- 8 octobre - 22 décembre 1867 : ratification de l'accord avec la Hongrie. Le royaume de Croatie-Slavonie est maintenu comme entité autonome au sein de la Hongrie ; la principauté de Transylvanie disparaît. Suppression des lois libérales sur les droits des citoyens (suppression approuvée par l'empereur). Ce compromis est ratifié pour une durée de dix années : au terme de cette période, un nouvel accord est négocié.
- 13 juin-13 juillet 1878 : congrès de Berlin pour examiner la question de la province ottomane de Bosnie-Herzégovine, et obtenir que celle-ci, tout en restant nominalement sous l'autorité du sultan ottoman, sont administrées par l'Autriche-Hongrie.
- 22 septembre - 15 octobre 1879 : alliance de l'Autriche-Hongrie et de l'Empire allemand.
- 20 mai 1882 : le royaume d'Italie rejoint l'Alliance.
- 30 décembre 1888 - 1er janvier 1889 : premier congrès du parti des sociaux-démocrates à Hainfeld. Victor Adler réussit à réconcilier les groupes radicaux et modérés.
- 30 janvier 1889 : l'archiduc Rodolphe d'Autriche, fils de l'empereur, et sa maîtresse Marie Vetsera sont retrouvés morts dans un pavillon de la petite ville de Mayerling.
- 1er mai 1890 : première fête de mai des sociaux-démocrates à Vienne.
- 28 mai 1892 : publication du memorandum de Transylvanie (en) par lequel les Roumains de cette région revendiquent, entre autres, l'égalité des droits et la restauration de la principauté.
- 11 août 1892 : mise en circulation de la Couronne austro-hongroise comme nouvelle monnaie commune.
- 4 décembre 1892 : fondation de l'association des travailleurs chrétiens-sociaux de Vienne, sur proposition de Leopold Kunschak.
- 7 mai 1896 : mise en place du suffrage universel censitaire indirect dans la partie autrichienne de l'empire.
- 5 janvier 1897: premières élections avec le nouveau mode de scrutin, pour le Reichsrat de la partie autrichienne de l'empire.
- 5 avril 1897 : crise de Badeni à la suite d'une violente politique de blocage de la part du ministre-président Kasimir Badeni à propos du Décret sur les langues, prévoyant un bilinguisme au sein des institutions en Bohême et Moravie.
- 8 avril 1897 : Karl Lueger devient maire de Vienne.
- 31 décembre 1897 : faute d'accord, les deux parties de la monarchie décident de prolonger d'une année l'accord de 1887.
- 10 septembre 1898 : assassinat de l'impératrice d'Autriche Élisabeth de Wittelsbach.
- 29 décembre 1898 : le compromis de 1887, déjà prolongé d'une année, est à nouveau prolongé, jusqu'au  31 décembre 1900.

## L'Autriche-Hongrie au début duXXesiècle: l'avant-guerre (1900-1914)

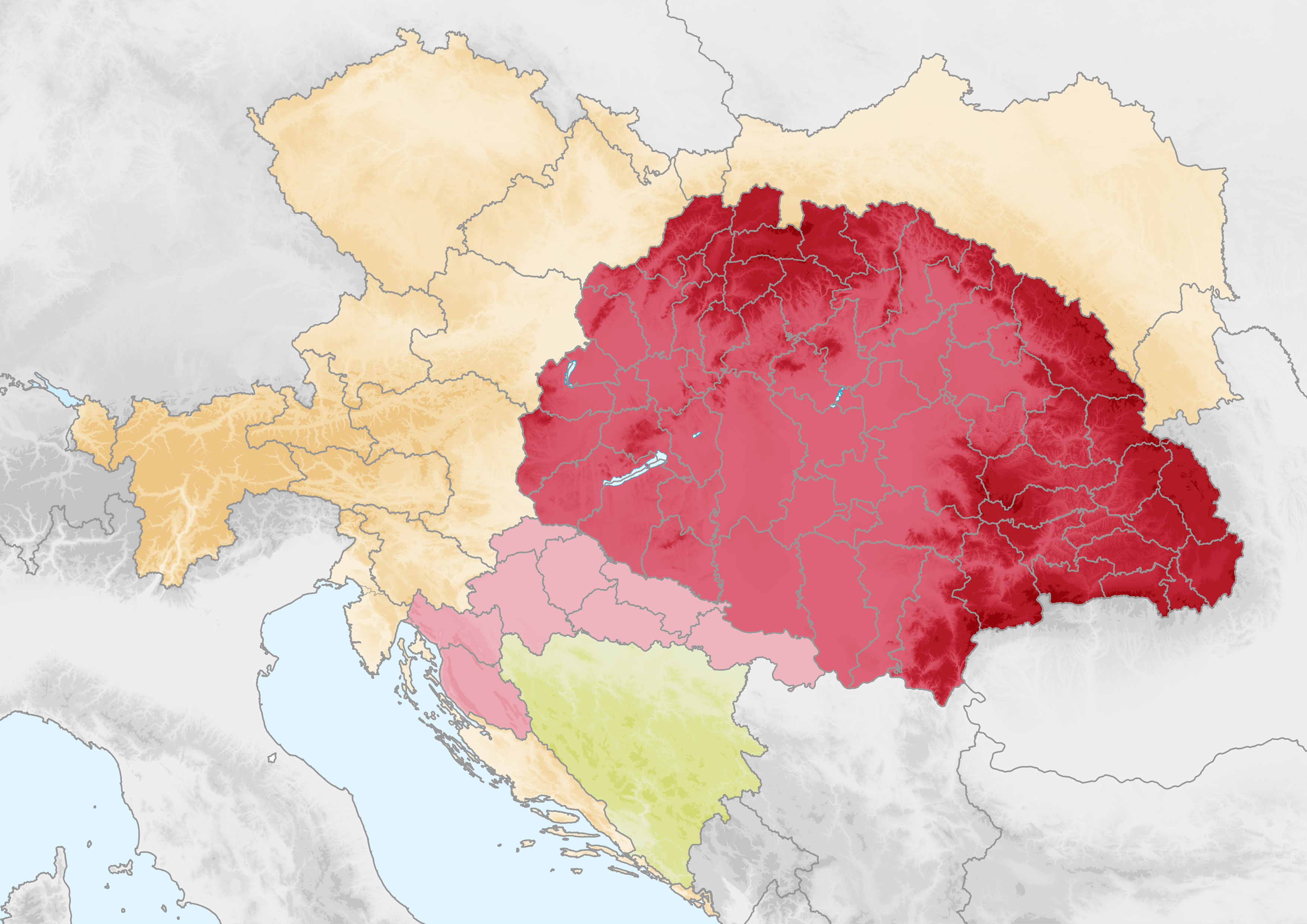
1914 : en orange l'Autriche et ses 15 Länder, en rouge et rose la Couronne de Saint-Étienne et ses 64 comitats (en rouge la Hongrie et en rose Croatie), en vert la Bosnie-Herzégovine : un ensemble disparate et inégalitaire qui ne satisfait qu'un tiers de sa population et ne résistera pas à la défaite de 1918.

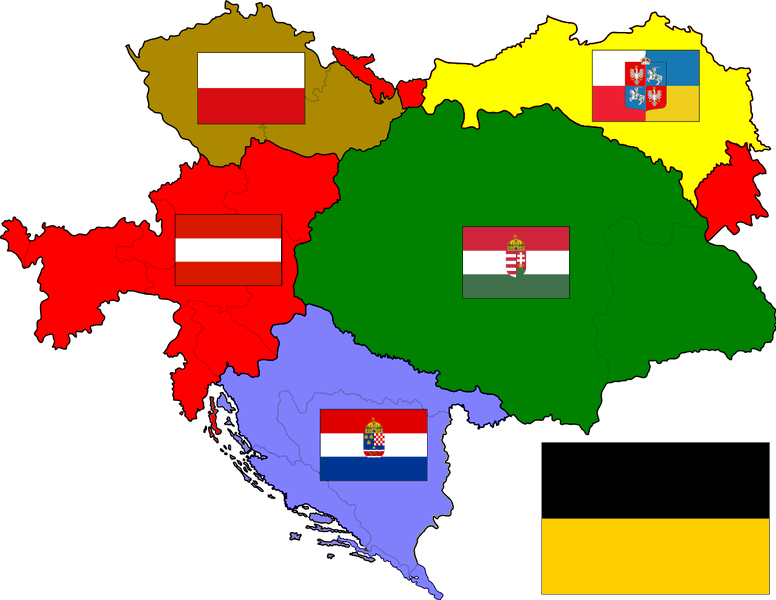
Projet de réforme austroslaviste de François-Ferdinand d'Autriche avec cinq royaumes égaux dont trois slaves : les couronnes « de Primislau » en marron (Bohême-Moravie), « de Mystislau » en jaune (Galicie-Lodomérie) et « de Tomislau » en violet (Croatie-Slavonie-Dalmatie-Bosnie-Herzégovine). Rejeté par les aristocraties autrichienne et hongroise, il resta lettre morte et l'Empire, ne pouvant être restructuré, finit par se disloquer.

- 1903 : crise du dualisme : les gouvernants hongrois réclament de plus en plus d'autonomie mais en Autriche-Hongrie les populations slaves et roumaines sont sous-représentées ou même absentes dans les instances parlementaires en raison du suffrage censitaire. La domination allemande et hongroise s'accentue, l'aristocratie autrichienne et hongroise refuse toutes les réformes et les hommes politiques croates Ante Trumbić et Frano Supilo (en) lancent alors la politique du « Nouveau cap » : au lieu de continuer à promouvoir la fidélité à la dynastie des Habsbourg, engagent des consultations avec l'opposition autrichienne et hongroise, et avec les partis tchèques, polonais et serbes en vue de constituer un « front slave » commun.
- 3 octobre 1905 : la majorité des partis politiques croates signent la « résolution de Rijeka », proposant aux Hongrois un soutien politique contre Vienne, mais en exigeant, en contrepartie, l'appui hongrois pour l'unification du royaume de Croatie-Slavonie (partie de la Hongrie) et de la Dalmatie (restée pays autrichien) pour former un « royaume triunitaire croate ».
- 24 janvier 1907 : mise en place du suffrage universel masculin en Autriche.
- 14 - 25 mai 1907 : premières élections en Autriche au suffrage universel masculin.
- 2 juin 1907 : loi scolaire Apponyi qui échoue à magyariser les minorités en Hongrie mais renforce leurs résistances culturelles : des associations nationales de tout type (sport, arts, culture, banque) se multiplient, comme partout en Europe centrale (ou en Irlande).
- 8 octobre 1907 : signature du nouveau compromis austro-hongrois, valable jusqu'en 1917.
- 5 octobre 1908 : après l'annexion de la Bosnie-Herzégovine administrée depuis trente ans par l'Autriche-Hongrie, sa constitution en « condominium » met fin aux derniers espoirs « trialistes » de former un « pôle sud-slave » au sein de l'Empire.
- 13 mars 1912 : le royaume de Serbie et le royaume de Bulgarie forment contre l'Autriche-Hongrie une alliance défensive, soutenue par la Russie.
- 1913 : en Croatie, la coalition croato-serbe (HSK) remporte de nouveau les élections en obtenant 48 sièges sur 86.

## Première Guerre mondiale

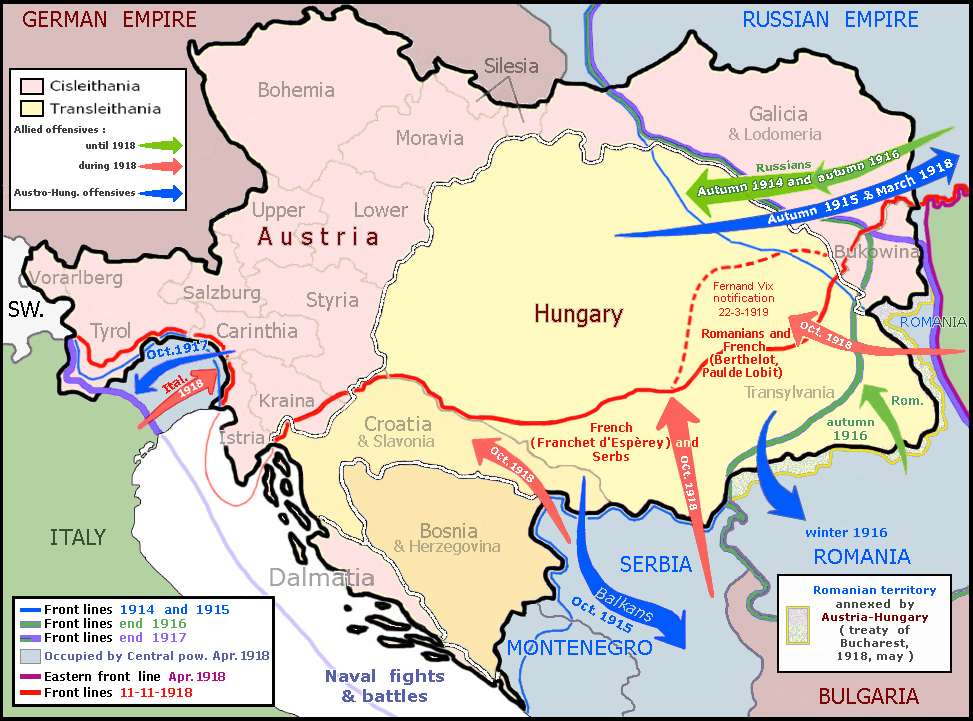
L'Autriche-Hongrie dans la Première Guerre mondiale.

- 28 juin 1914 : assassinat de Sarajevo, par l'étudiant serbe de Bosnie Gavrilo Princip, de l'archiduc François-Ferdinand, héritier de la couronne, et de son épouse Sophie Chotek.
- 5 juillet 1914 : envoi à Berlin d'une mission diplomatique austro-hongroise pour connaître la position allemande dans la crise ouverte par l'assassinat de l'archiduc héritier.
- 23 juillet 1914 : remise d'un ultimatum austro-hongrois au gouvernement serbe, exigeant la participation du gouvernement serbe à l'enquête ouverte lors de l'attentat du 28 juin.
- 28 juillet 1914 : déclaration de guerre de l'Autriche-Hongrie à la Serbie : début de la Première Guerre mondiale.
- 10 octobre 1914 : déclaration de guerre de l'Autriche-Hongrie au Monténégro.
- 8 mars 1915 : en difficulté, l'Autriche-Hongrie se déclare prête à céder la région de Trente (à majorité italophone) pour rester en paix avec l'Italie.
- 26 avril 1915 : pacte de Londres secret entre le Royaume-Uni, la France, la Russie et l'Italie : l'Italie rejoint les puissances de l'Entente, en échange de quoi elle obtient, en cas de victoire, non seulement la région de Trente mais aussi Trieste, l'Istrie et des villes ou îles italophones de Dalmatie.
- 27 août 1916 : la Roumanie déclare la guerre à l'Autriche-Hongrie et accueille les troupes russes et une mission militaire française sur son territoire.
- 21 octobre 1916 : le socialiste Friedrich Adler assassine le ministre-président autrichien Karl Stürgkh à Vienne.
- 21 novembre 1916 : l'empereur François-Joseph meurt dans sa soixante-huitième année de règne.
- 23 février 1917 : révolution russe : le tzar abdique, une république démocratique est proclamée, mais elle continue la guerre contre l'Autriche-Hongrie et l'Allemagne.
- 24 mars 1917 : le nouvel empereur Charles envoie une lettre à son beau-frère Sixte de Bourbon-Parme, lui demandant de la faire suivre au président français Raymond Poincaré dans le but d'obtenir une paix séparée.
- 9 mai 1917 : deuxième lettre à Sixte.
- 17-18 mai 1917 : à Bad Kreuznach, Charles Ier et Guillaume II définissent un programme de but de guerre commun.
- 30 mai 1917 : convocation du Reichsrat autrichien.
- 14 juillet 1917 : la Loi des pleins pouvoirs sur l'économie de guerre donne au gouvernement le droit de gouverner par décret pour les questions de politique économique.
- 18 août 191 : Charles décide de transformer la condamnation à mort de Friedrich Adler en une peine de dix-huit ans d'emprisonnement.
- 14 septembre 1917 : les négociateurs autrichiens et hongrois s'accordent pour prolonger la validité de l'Ausgleich de 1907 jusqu'à la fin des hostilités.
- 7 décembre 1917 : les États-Unis déclarent la guerre à l'Autriche-Hongrie.
- 8 janvier 1918 : programme de paix du président américain Wilson en quatorze points : le dixième postule la dislocation de l'Autriche-Hongrie et l'indépendance de ses peuples.
- 3 mars 1918 : traité de paix avec la Russie soviétique.
- 2 avril 1918 : discours d'Ottokar Czernin, ministre des affaires étrangères austro-hongrois, devant le conseil municipal de Vienne. Lors de cette intervention, le ministre évoque l'existence de négociations secrètes avec la France.
- 7 mai 1918 : privée de l'appui russe, la Roumanie signe aussi un traité de paix et cède des territoires à l'Autriche-Hongrie dans les Carpates.
- 12 mai 1918 : lors de la conférence de Spa, l'empereur et roi Charles est contraint d'accepter la sujétion de facto de sa « double monarchie » au Reich allemand.

## Dislocation de l'empire

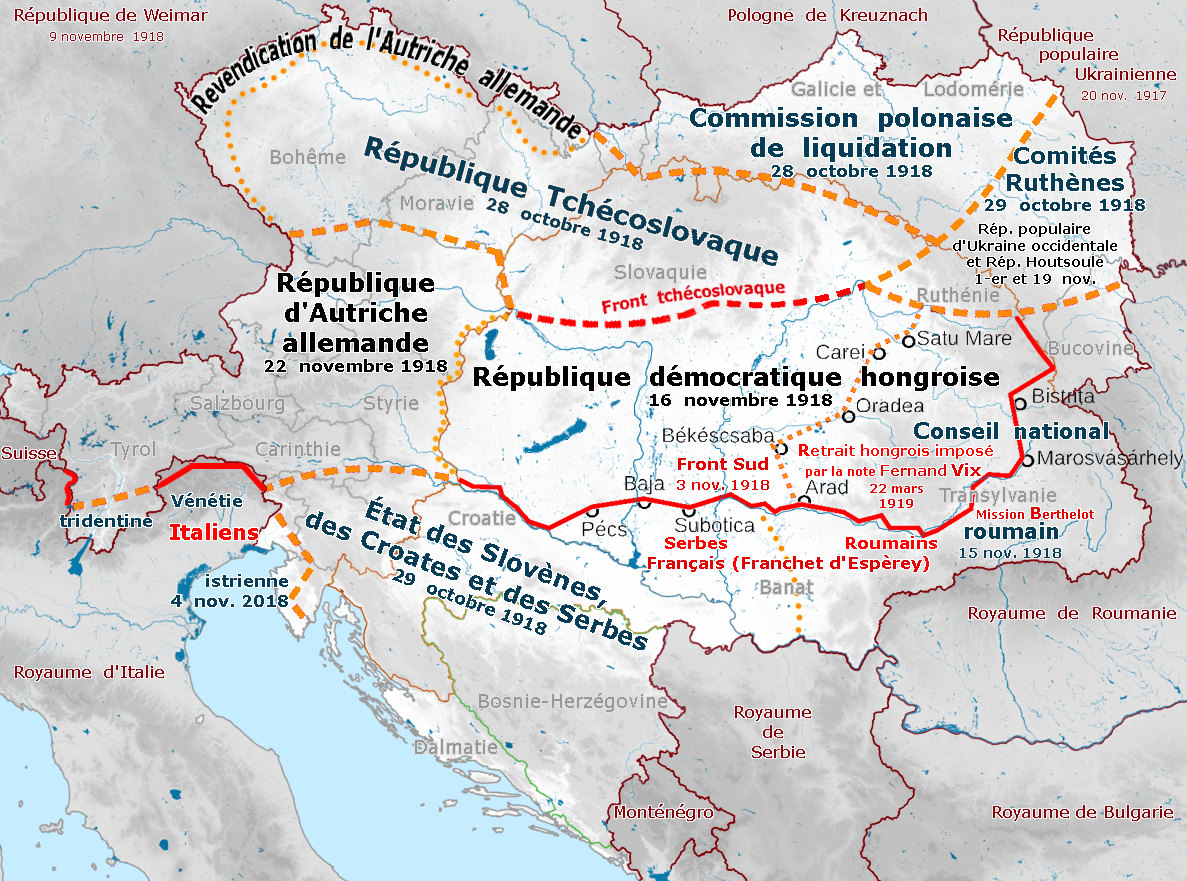
Dislocation de l'Autriche-Hongrie.

- 16 octobre 1918 : pour tenter d'empêcher les tendances de dissolution de la monarchie, un projet impérial envisage de transformer la partie autrichienne de l'Empire en fédération d'États nationaux germanique (Länder autrichiens et Silésie méridionale), slovène (Carniole), tchèque (Bohême-Moravie), polonais (Galicie de Cracovie à Lwów inclus), ruthène (Galicie orientale autour de Stanislawów) et roumain (Bucovine), mais il ne s'applique pas à la partie hongroise dont la noblesse s'oppose à toute autonomie territoriale autre que celle de la Croatie-Slavonie[2].
- 21 octobre 1918 : l'assemblée nationale provisoire de l'Autriche allemande (Deutschösterreich, nom voulu par l'Autriche indépendante de 1918 mais refusé par les vainqueurs de la guerre) siège dans les locaux de l'assemblée régionale de Basse-Autriche avec les députés germanophones de la partie autrichienne (y compris ceux de Bohême-Moravie).
- 26 octobre 1918 :
  - la commission polonaise de liquidation prend le contrôle de la Galicie.
  - l'empereur Charles envoie un télégramme à l'empereur allemand Guillaume II lui annonçant la fin de l'Alliance entre leurs deux empires.
- 28 octobre 1918 : la première république tchécoslovaque est proclamée.
- 29 octobre 1918 : 
  - la dislocation des armées de l'Empire commence ;
  - le Parlement croate vote à l'unanimité la fin de l'union entre la Croatie et la Hongrie, et proclame son intégration dans l'État des Slovènes, Croates et Serbes ainsi constitué.
- 30 octobre 1918 :
  - le chancelier autrichien Karl Renner forme un gouvernement provisoire ;
  - les représentants slovaques affirment, par la « Déclaration de Saint-Martin », le droit du peuple slovaque à disposer de lui-même ainsi que son souhait d'un avenir commun avec les Tchèques. Deux cent représentants réunis dans les locaux de la banque Tatra, créent le Conseil national slovaque, dirigé par Matus Dula. La nation slovaque s'y déclare partie intégrante de la Tchécoslovaquie ;
  - Pour ne pas céder sa marine aux vainqueurs, l'empereur Charles l'attribue, avec tous les ports, arsenaux et fortifications côtières, au Conseil du Peuple du nouvel État des Slovènes, Croates et Serbes qui envoie des notes diplomatiques aux gouvernements Alliés pour indiquer qu'il n'est pas en guerre contre eux[3], ce qui n'empêche pas deux nageurs de combat italiens de couler le navire-amiral SMS Viribus Unitis dans le port de Pola ni l'attribution de la flotte entière à Regia Marina (la marine royale italienne) qui en démembrera la plus grande part[4].
- 31 octobre 1918 :
  - la Roumanie dénonce le traité de paix avec les empires centraux et reprend les hostilités contre eux ;
  - la Hongrie se sépare de l'Autriche et tente de maintenir sa propre unité, mais elle aussi est en voie de dislocation avec la sécession des Croates et des Slovaques au Sud et au Nord, des Ukrainiens au Nord-Est et des Roumains à l'Est, qui souhaitent s'unir, avec ceux de Bucovine et de Bessarabie, au royaume de Roumanie.
- 1er novembre 1918 : 
  - Proclamation en Galicie orientale de la république populaire d'Ukraine occidentale ;
  - Libération de Friedrich Adler ;
  - Le gouvernement hongrois dénonce les liens qui unissent la Hongrie à l'Autriche, envisageant une simple union personnelle entre les deux couronnes.
- 3 novembre 1918 : armistice entre l'Autriche-Hongrie et les Alliés.
- 7 novembre 1918 : proclamation de la République polonaise à Lublin : elle inclut la Galicie mais n'en contrôle de facto que la partie occidentale de Cracovie à Lwów incluses.
- 11 novembre 1918 : l'empereur Charles n'abdique pas mais « renonce aux affaires de l'État » en Autriche et déclare « reconnaître toute décision quant à la forme du nouvel État ».
- 12 novembre 1918 : l'assemblée provisoire proclame la république de Deutschösterreich.
- 13 novembre 1918 : la Hongrie nouvellement indépendante signe à Belgrade une convention d'application de l'armistice du 3 novembre avec l'État des Slovènes, Croates et Serbes, le royaume de Serbie et l'armée française commandée par  Franchet d'Espèrey.
- 16 novembre 1918 : fin de la monarchie en Hongrie, proclamation de la République démocratique hongroise.
- 1er décembre 1918 : malgré leurs minorités allemandes ou hongroises, les régions du sud de l'empire (Slovénie, Croatie-Slavonie, Dalmatie, Bosnie-Herzégovine, Batschka, ouest du Banat) s'unissent officiellement à la Serbie et au Monténégro pour former le « royaume des Serbes, Croates et Slovènes » ; les régions du sud-est de l'empire (est du Banat, Transylvanie, Crishanie, sud de la Marmatie, Bucovine) s'unissent officiellement au Vieux Royaume de Roumanie pour former la « grande Roumanie » (la Hongrie ne reconnaîtra cette union de facto qu'au Traité de Trianon, un an et demi plus tard).
- 5 décembre 1918 : l'assemblée locale (Landsrat) de Carinthie (sud de l'Autriche actuelle) décide la résistance armée contre les troupes du royaume des Serbes, Croates et Slovènes qui s'approchent.
- 16 décembre 1918 : les Tchèques prennent le contrôle de Liberec, capitale de la Bohême germanophone.
- 18 décembre 1918 : les Tchèques prennent le contrôle d'Opava, capitale de la Moravie germanophone.

## Héritiers de l'empire et traités de paix (1919-1920)

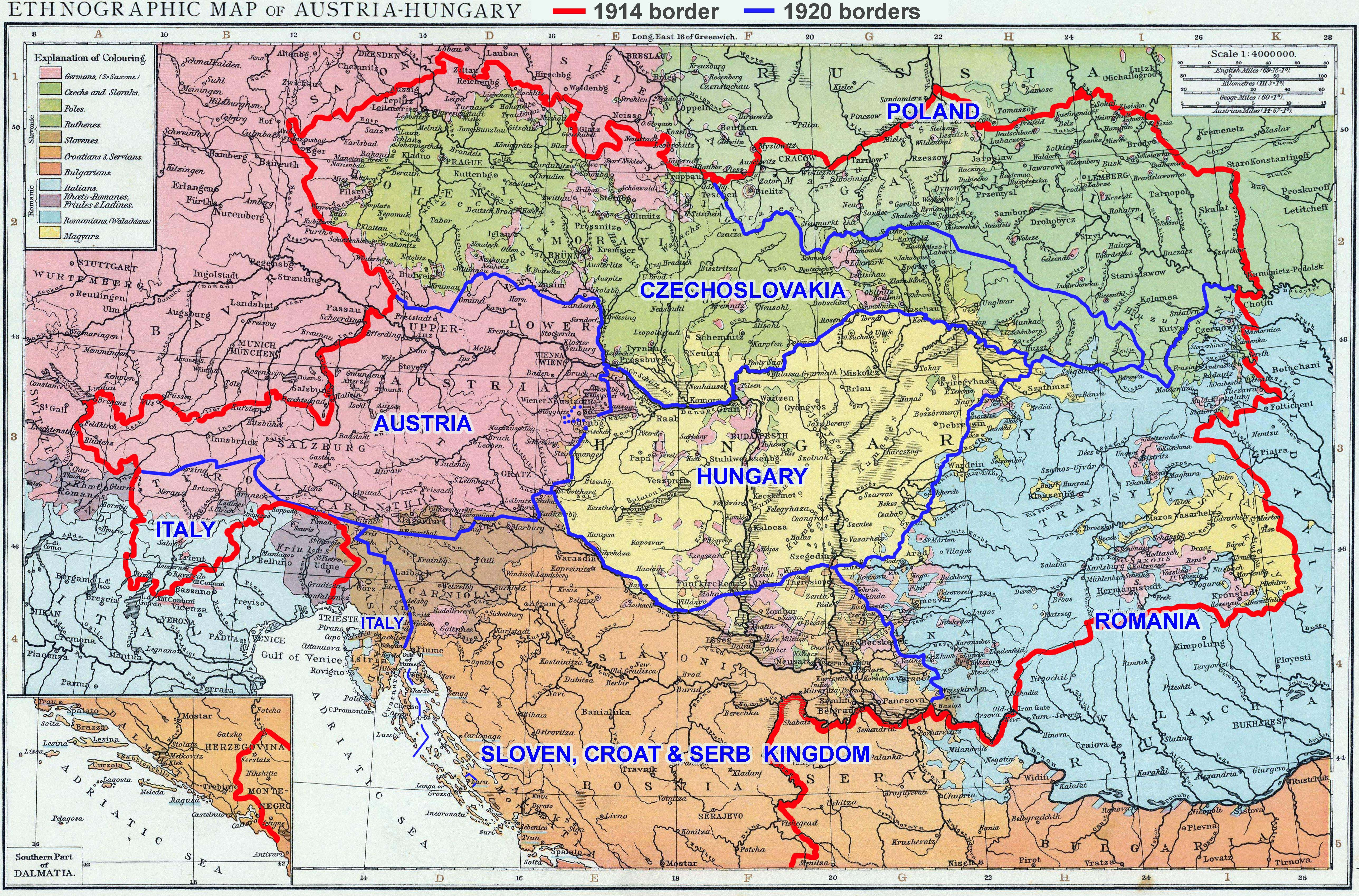
Carte linguistique de l'Autriche-Hongrie en 1914 selon le recensement de 1890, les frontières de 1914 (rouge) et celles de 1919 (bleu) tracées par la commission Lord puis officialisées aux traités de traité de Saint-Germain-en-Laye (1919) et de Trianon 1920).

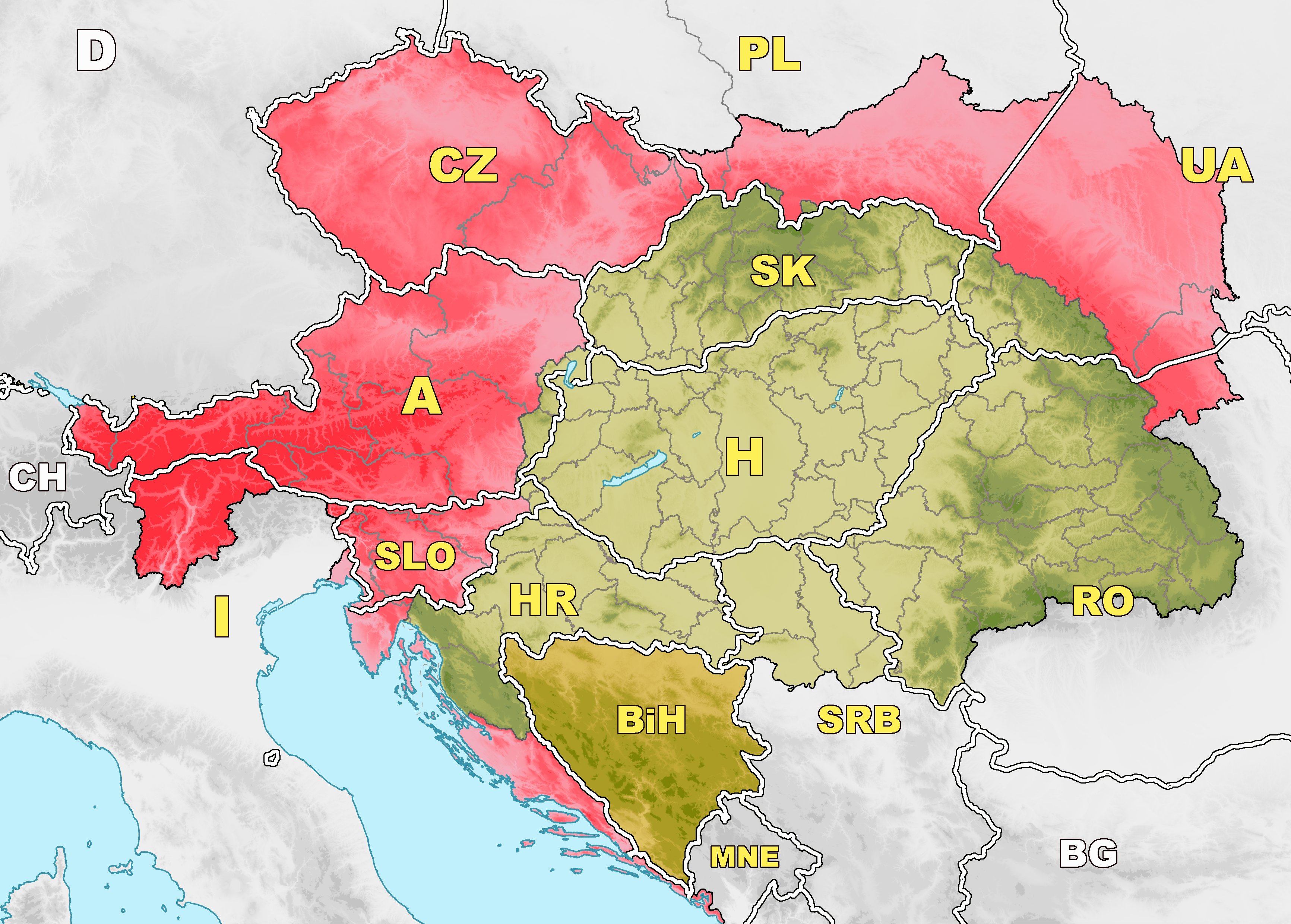
Carte politique de l'Autriche-Hongrie en 1918 avec en surimpression et en blanc les frontières du début du XXI, issues des traités de 1945, de 1947, de 1955 et de 1992 : treize États (en jaune) s'en partagent le territoire, de gauche à droite et de haut en bas : la Tchéquie, la Slovaquie, la Pologne, l'Ukraine, l'Autriche, la Hongrie, la Roumanie, l'Italie, la Slovénie, la Croatie, la Bosnie-Herzégovine, la Serbie et le Monténégro.

Après la chute de la « double-monarchie » fin 1918, la mise en place du nouvel ordre politique, voulu par les vainqueurs et par les peuples qui s'allièrent à ceux-ci, se fait progressivement et sera officialisée par les traités de Saint-Germain et de Trianon :
- 9 janvier 1919 : proclamation en Ruthénie hongroise de la République houtsoule ukrainienne.
- 18 janvier 1919 : ouverture de la conférence de la paix de Paris.
- 16 février 1919 : élection de l'assemblée nationale constituante des pays restés autrichiens, de laquelle résulte une coalition de chrétien-sociaux et de sociaux-démocrates.
- 27 février - 2 mars 1919 : le secrétaire aux affaires étrangères Otto Bauer et le ministre allemand des Affaires étrangères, Borckdorff-Rantzau mènent secrètement à Berlin des négociations pour unir l'Autriche allemande à la république de Weimar, conformément aux vœux des germanophones autrichiens et au « droit des peuples à disposer d'eux-mêmes ».
- 12 mars 1919 : l'assemblée nationale déclare l'Autriche allemande comme composante de la république allemande, mais les vainqueurs, particulièrement Georges Clemenceau, ne sont pas disposés à accorder aux vaincus le « droit des peuples à disposer d'eux-mêmes ».
- 21 mars 1919 : en Hongrie, le bolchevik Béla Kun prend le pouvoir et proclame la république des conseils de Hongrie sur le modèle soviétique russe.
- 22 mars 1919 : la note de Fernand Vix visant à « endiguer le bolchevisme » contraint Mihály Károlyi à démissionner.
- 23 - 24 mars 1919 : fuite de l'empereur Charles Ier et de sa famille en Suisse.
- 3 avril 1919 : abolition de tous les indicateurs de noblesse (titres et noms de terres) de l'aristocratie autrichienne et hongroise par la loi de Habsbourg[5]. Abolition de la peine de mort.
- 16 avril 1919 : Béla Kun, dirigeant de la république des conseils de Hongrie, fait régner la terreur rouge, tente de reprendre les territoires perdus par la Hongrie en 1918 et attaque la Tchécoslovaquie, la République houtsoule, les Roumains et l'État des Serbes, Croates et Slovènes qui ne sont pour lui que des « fantoches des puissances impérialistes ».
- 17 avril - 15 juin 1919 : émeutes communistes et tentative de coup d'État à Vienne.
- 24 avril 1919 : le président américain admet l'annexion par l'Italie du Tyrol du Sud jusqu'au col du Brenner (région italophone de Trente, mais aussi région germanophone de Bozen).
- 11 mai 1919 : référendum en Vorarlberg : 80,8 % de la population se prononce pour une intégration parmi les cantons suisses, mais les vainqueurs refusent d'élargir aux vaincus le « droit des peuples à disposer d'eux-mêmes » et les Suisses réformés sont réservés sur l'admission d'un canton catholique de plus : le Vorarlberg reste donc autrichien.
- 2 juin 1919 : début des négociations de paix de Saint-Germain-en-Laye.
- 7 juin 1919 : l'assemblée nationale autrichienne conteste certaines dispositions du futur traité de paix, qui refusent l'intégration de l'Autriche dans la république allemande (article 88), et donnent des territoires germanophones à l'Italie et à la Tchécoslovaquie.
- 2 août 1919 : Béla Kun est vaincu par la coalition antibolchévique dont l'Armée française de Hongrie et l'Armée Franchet d'Espèrey font partie ; entrée de Miklós Horthy à Budapest. La République houtsoule intègre la Tchécoslovaquie. Une nouvelle république hongroise, conservatrice et autoritaire, fait régner la terreur blanche.
- 10 septembre 1919 : signature du traité de Saint-Germain-en-Laye. Le parlement autrichien, qui a du plier devant toutes les exigences des vainqueurs, doit le ratifier tout en protestant.
- 21 novembre 1919 : le parlement ratifie de la même manière contrainte le changement du nom officiel d'« Autriche allemande » (Deutschösterreich) en « République d'Autriche » (Republik Österreich).
- 25 février 1920 : retrait de la coalition antibolchevique de Hongrie.
- 1er mars 1920 : le parlement hongrois abolit la république, rétablit la monarchie et nomme Miklós Horthy, amiral sans flotte, régent d'un « royaume sans roi ».
- 4 juin 1920 : signature du traité de Trianon avec la Hongrie, obligeant cette dernière à reconnaître de jure la perte des deux tiers de son territoire de 1918 en faveur de tous ses voisins : la Tchécoslovaquie, la Roumanie, la Yougoslavie et même l'Autriche (Burgenland).
- 16 juillet 1920 : le traité de Saint-Germain est ratifié.
- 1er octobre 1920 : le Parlement ratifie la constitution fédérale de la République d'Autriche, avec neuf Länder.
- 10 octobre 1920 : référendum en Carinthie : 60 % de la population se prononce pour rester autrichienne ; l'Italie prend effectivement le contrôle du Tyrol du Sud.
- 16 octobre 1920 : les chrétiens-sociaux deviennent la première force politique du pays après les élections législatives.
- 9 décembre 1920 : Michael Hainisch (sans parti) est élu premier président fédéral de la république d'Autriche.
- 15 décembre 1920 : l'Autriche entre à la Société des Nations (SDN).